# Urey (Mondkrater)
Urey  ist ein Mondkrater am östlichsten Rand der Mondvorderseite und daher, wenn überhaupt, dann nur stark verzerrt sichtbar. Er liegt nordwestlich des Kraters Lyapunov und südwestlich von Rayleigh.
Der Kraterrand ist unregelmäßig, der Wall weist Auskehlungen und Rutschungen und das Innere einen Zentralberg auf.
Bevor die Internationale Astronomische Union den Namen geändert hat, wurde der Krater als Rayleigh A bezeichnet.